# Дінгл (Айдахо)
Дінґл (англ. Dingle) — невключена територія в окрузі Бер-Лейк, штат Айдахо, США.
Дінґл знаходиться у південно-східній частині штату Айдахо, неподалік від міста Монпельє та Беннінґтон, поруч з кордоном штату Юта на півдні та зі штатом Вайомінг на сході.
Хоча Дінґл і є невключена територія, у ньому є поштове відділення, із ZIP-кодом 83233.